# Talking Dead
Talking Dead es un programa televisivo estadounidense de tipo talk show en el que el anfitrión Chris Hardwick discute episodios de las series de televisión The Walking Dead y Fear the Walking Dead con invitados, incluyendo a fanáticos, y miembros del elenco principal y recurrente de las series.

## Transmisión y formato
La serie cuenta con Chris Hardwick como conductor, discutiendo el último episodio con invitados que son fanes de la serie. El reparto y el equipo de The Walking Dead también aparecen en el programa de entrevistas. Los Segmentos de Talking Dead incluyen el "En Memoria", destacando las muertes en el episodio, una encuesta en línea, episodio trivia, detrás de cámaras y preguntas de los fanes a través del teléfono, la audiencia, Facebook, o desde la página de Twitter oficial de Talking Dead. Después de que termina el episodio en el aire, un bono de 15 a 20 minutos un segmento continúa en línea para los episodios de 30 minutos, habrá un segmento en línea de bonificación 5-10 minutos para los episodios de 60 minutos; Hardwick se refiere a este segmento de bonificación como "Talking Talking Dead".
La serie se estrenó el 16 de octubre de 2011, tras la presentación de la repetición de el estreno de la segunda temporada de The Walking Dead. Cuando la serie regresó el 10 de febrero de 2013, para la segunda mitad de la tercera temporada de The Walking Dead, la serie se trasladó a las 10:00 p. m., inmediatamente después de The Walking Dead y se expandió a una hora. Hardwick dijo que el tener el show de una hora en lugar de media hora, permitió más "espacio para respirar" y más tiempo para discutir los temas con los invitados y fanes.
Los productores que son invitados regularmente son: Robert Kirkman, Glen Mazzara, Greg Nicotero, Gale Anne Hurd, David Alpert y Scott M. Gimple. Los invitados luego del "con" son estrellas invitadas especiales. Kirkman y Nicotero son los productores con más apariciones en el programa, con 10 episodios. Lauren Cohan es la que más apariciones tiene del elenco principal de The Walking Dead, con 7 episodios. Yvette Nicole Brown es la estrella invitada con más participaciones, apareciendo en 9 episodios. 
El show se hizo conocido al tener como invitados a actores cuyos personajes fallecen en el episodio el cual presentan (como Michael Rooker en This Sorrowful Life, Laurie Holden lo hizo en Welcome to the Tombs, Scott Wilson en Too Far Gone, Emily Kinney en Coda, Chad L. Coleman en "What Happened and What's Going On y Tovah Feldshuh en Start to Finish). Al ver que esto perjudicaba a los espectadores revelando gran parte del episodio, el show actualmente hace lo posible para evitar esto, aunque sigue pasando de vez en cuando. Cabe destacar que Emily Kinney no fue anunciada como estrella invitada en el episodio Coda hasta su emisión, debido a la repentina muerte de Beth Greene en el final de Coda. 
Talking Dead comenzó a emitir episodios de la segunda temporada de Fear the Walking Dead, el 10 de abril de 2016.

## Lista de episodios

### Temporada 1 (2011-2012 )
Estos episodios discuten la segunda temporada de The Walking Dead. Los huéspedes que figuran después de "con", fueron invitados sorpresa para el episodio.
| N.º (serie) | N.º (temp.) | Invitados                                                                        | Fecha de estreno        | Audiencia (en millones) |
| ----------- | ----------- | -------------------------------------------------------------------------------- | ----------------------- | ----------------------- |
| 1           | 1           | «Patton Oswalt y James Gunn con Robert Kirkman vía satélite»                     | 16 de octubre de 2011   | 1.16                    |
| 2           | 2           | «Brian Posehn y Robert Kirkman»                                                  | 23 de octubre de 2011   | 1.11                    |
| 3           | 3           | «Felicia Day y Jon Heder con Gale Anne Hurd»                                     | 30 de octubre de 2011   | 1.00                    |
| 4           | 4           | «Matt Mogk y Matt Besser con Steven Yeun y Lauren Cohan vía satélite»            | 6 de noviembre de 2011  | 1.00                    |
| 5           | 5           | «Aisha Tyler y Michael Rooker»                                                   | 13 de noviembre de 2011 | 1.16                    |
| 6           | 6           | «Kevin Smith y Paul F. Tompkins»                                                 | 20 de noviembre de 2011 | N/A                     |
| 7           | 7           | «Greg Nicotero, Robert Kirkman y Norman Reedus con Laurie Holden vía telefónica» | 27 de noviembre de 2011 | 1.07                    |
| 8           | 8           | «Dave Navarro y Glen Mazzara»                                                    | 12 de febrero de 2012   | N/A                     |
| 9           | 9           | «Steven Yeun y Paget Brewster»                                                   | 19 de febrero de 2012   | 1.12                    |
| 10          | 10          | «Michael Zegen y Kevin Smith con Scott Wilson»                                   | 26 de febrero de 2012   | 0.96                    |
| 11          | 11          | «Greg Nicotero, Scott Ian y Dana Gould»                                          | 4 de marzo de 2012      | N/A                     |
| 12          | 12          | «Lauren Cohan y Zachary Levi»                                                    | 11 de marzo de 2012     | 1.33                    |
| 13          | 13          | «Robert Kirkman, Glen Mazzara y Laurie Holden»                                   | 18 de marzo de 2012     | 4.30                    |

### Temporada 2 (2012-2013)
Estos episodios discuten la tercera temporada del show.
| N.º (serie) | N.º (temp.) | Invitados                                                          | Fecha de estreno        | Audiencia (en millones) |
| ----------- | ----------- | ------------------------------------------------------------------ | ----------------------- | ----------------------- |
| 14          | 1           | «Glen Mazzara y Danai Gurira»                                      | 14 de octubre de 2012   | 2.14                    |
| 15          | 2           | «Wil Wheaton con Nick Gómez»                                       | 21 de octubre de 2012   | 1.88                    |
| 16          | 3           | «David Alpert y Bobak Ferdowsi»                                    | 28 de octubre de 2012   | 1.75                    |
| 17          | 4           | «IronE Singleton y Gale Anne Hurd»                                 | 4 de noviembre de 2012  | 2.00                    |
| 18          | 5           | «Greg Nicotero y Dalton Ross»                                      | 11 de noviembre de 2012 | 1.93                    |
| 19          | 6           | «Joel Madden y Sarah Silverman»                                    | 18 de noviembre de 2012 | 1.92                    |
| 20          | 7           | «CM Punk y Yvette Nicole Brown»                                    | 25 de noviembre de 2012 | 1.99                    |
| 21          | 8           | «Robert Kirkman y Damon Lindelof»                                  | 2 de diciembre de 2012  | 2.25                    |
| 22          | 9           | «Kevin Smith y Steven Yeun»                                        | 10 de febrero de 2013   | 4.14                    |
| 23          | 10          | «Robert Kirkman y Joe Manganiello con Lew Temple»                  | 17 de febrero de 2013   | 4.01                    |
| 24          | 11          | «Retta y Scott Adsit con Emily Kinney»                             | 24 de febrero de 2013   | 3.50                    |
| 25          | 12          | «Aisha Tyler y Scott Porter»                                       | 3 de marzo de 2012      | 3.75                    |
| 26          | 13          | «Keegan-Michael Key y Eliza Dushku con Lauren Cohan»               | 10 de marzo de 2013     | 3.43                    |
| 27          | 14          | «Kumail Nanjiani y Todd McFarlane con Laurie Holden»               | 17 de marzo de 2013     | 3.71                    |
| 28          | 15          | «Reggie Watts, Greg Nicotero y David Morrissey con Michael Rooker» | 24 de marzo de 2013     | 4.49                    |
| 29          | 16          | «Norman Reedus, Yvette Nicole Brown y Chad Coleman»                | 31 de marzo de 2013     | 5.16                    |

### Temporada 3 (2013-2014)
Estos episodios discuten la cuarta temporada del show.
| N.º (serie) | N.º (temp.) | Invitados                                               | Fecha de estreno        | Audiencia (en millones) |
| ----------- | ----------- | ------------------------------------------------------- | ----------------------- | ----------------------- |
| 30          | 1           | «Scott M. Gimple y Nathan Fillion»                      | 13 de octubre de 2013   | 5.10                    |
| 31          | 2           | «Doug Benson, Greg Nicotero y Hayley Williams»          | 20 de octubre de 2013   | 4.85                    |
| 32          | 3           | «Gale Anne Hurd, Jack Osbourne y Marilyn Manson»        | 27 de octubre de 2013   | 4.09                    |
| 33          | 4           | «Chris Jericho y Gillian Jacobs»                        | 3 de noviembre de 2013  | 4.34                    |
| 34          | 5           | «Adam Savage y Breckin Meyer»                           | 10 de noviembre de 2013 | 4.27                    |
| 35          | 6           | «Ike Barinholtz y David Morrissey»                      | 17 de noviembre de 2013 | 4.07                    |
| 36          | 7           | «Paul Scheer, Fred Armisen y Jose Pablo Cantillo»       | 24 de noviembre de 2013 | 3.43                    |
| 37          | 8           | «Robert Kirkman, Lauren Cohan con Scott Wilson»         | 1 de diciembre de 2013  | 6.02                    |
| 38          | 9           | «Greg Nicotero con Danai Gurira»                        | 9 de febrero de 2014    | 5.85                    |
| 39          | 10          | «Joe Kernen, Jim Gaffigan y Alanna Masterson»           | 16 de febrero de 2014   | 4.77                    |
| 40          | 11          | «Michael Cudlitz y Mindy Kaling»                        | 23 de febrero de 2014   | 4.72                    |
| 41          | 12          | «Norman Reedus, Emily Kinney y J. B. Smoove»            | 2 de marzo de 2014      | 5.01                    |
| 42          | 13          | «Lauren Cohan, Sonequa Martin-Green y Dominic Monaghan» | 9 de marzo de 2014      | 4.62                    |
| 43          | 14          | «Melissa McBride, Yvette Nicole Brown y Phil Brooks»    | 16 de marzo de 2014     | 5.42                    |
| 44          | 15          | «Josh McDermitt y Steven Yeun»                          | 23 de marzo de 2014     | 5.29                    |
| 45          | 16          | «Andrew Lincoln y Scott Gimple»                         | 30 de marzo de 2014     | 7.34                    |

### Temporada 4 (2014-2015)
Estos episodios discuten la quinta temporada del show.
| N.º (serie) | N.º (temp.) | Invitados                                                     | Fecha de estreno        | Audiencia (en millones) |
| ----------- | ----------- | ------------------------------------------------------------- | ----------------------- | ----------------------- |
| 46          | 1           | «Greg Nicotero, Scott Gimple con Conan O'Brien»               | 12 de octubre de 2014   | 6.90                    |
| 47          | 2           | «Matt L. Jones con Chad Coleman»                              | 19 de octubre de 2014   | 5.13                    |
| 48          | 3           | «Slash, Mary Lynn Rajskub con Andrew J. West»                 | 26 de octubre de 2014   | 5.32                    |
| 49          | 4           | «Emily Kinney, Ana Gasteyer y John Barrowman»                 | 2 de noviembre de 2014  | 5.98                    |
| 50          | 5           | «Michael Cudlitz, Josh McDermitt y Gale Anne Hurd»            | 9 de noviembre de 2014  | 5.63                    |
| 51          | 6           | «CM Punk, Yvette Nicole Brown y Tyler James Williams»         | 16 de noviembre de 2014 | 5.36                    |
| 52          | 7           | «Paul F. Tompkins, Christian Serratos y Sonequa Martin-Green» | 23 de noviembre de 2014 | 4.18                    |
| 53          | 8           | «Keegan-Michael Key, Robert Kirkman con Emily Kinney»         | 30 de noviembre de 2014 | 6.60                    |
| 54          | 9           | «Greg Nicotero con Chad Coleman»                              | 8 de febrero de 2015    | 2.85                    |
| 55          | 10          | «Lauren Cohan, Seth Gilliam y Robin Lord Taylor»              | 15 de febrero de 2015   | 5.07                    |
| 56          | 11          | «Paul Feig y Danai Gurira»                                    | 22 de febrero de 2015   | 4.86                    |
| 57          | 12          | «Alanna Masterson, Timothy Simons y Denise Huth»              | 1 de marzo de 2015      | 5.63                    |
| 58          | 13          | «Kevin Smith, Ross Marquand y Alexandra Breckenridge»         | 8 de marzo de 2015      | 5.73                    |
| 59          | 14          | «Steven Yeun, Josh McDermitt y Tyler James Williams»          | 15 de marzo de 2015     | 5.93                    |
| 60          | 15          | «Chandler Riggs, Gale Anne Hurd e Yvette Nicole Brown»        | 22 de marzo de 2015     | 6.02                    |
| 60          | 15          | «Norman Reedus, Melissa McBride con Lennie James»             | 29 de marzo de 2015     | 7.53                    |

### Temporada 5 (2015-2016)
Estos episodios discuten la sexta temporada de The Walking Dead. Cuenta con un episodio especial "Vista previa de la temporada 6", que se emitió en agosto de 2015. Además, hubo un episodio especial para el final de temporada de Fear the Walking Dead en octubre de 2015.
| N.º (serie)                       | N.º (temp.) | Invitados                                                                                     | Fecha de estreno         | Audiencia (en millones) |
| The Walking Dead temporada 6      |             |                                                                                               |                          |                         |
| --------------------------------- | ----------- | --------------------------------------------------------------------------------------------- | ------------------------ | ----------------------- |
| 62                                | 1           | «Scott Gimple, Greg Nicotero y Ethan Embry»                                                   | 11 de octubre de 2015    | 5.66                    |
| 63                                | 2           | «Kevin Smith, Paul Bettany y Katelyn Nacon»                                                   | 18 de octubre de 2015    | 4.31                    |
| 64                                | 3           | «Yvette Nicole Brown y Damon Lindelof»                                                        | 25 de octubre de 2015    | 6.20                    |
| 65                                | 4           | «Lennie James, John Carroll Lynch y Josh Gad»                                                 | 1 de noviembre de 2015   | 4.64                    |
| 66                                | 5           | «Alexandra Breckenridge y Zachary Levi»                                                       | 8 de noviembre de 2015   | 4.94                    |
| 67                                | 6           | «Michael Rooker, Paget Brewster y Doug Benson»                                                | 15 de noviembre de 2015  | 3.11                    |
| 68                                | 7           | «Ken Jeong y Gale Anne Hurd con Steven Yeun y Scott M. Gimple»                                | 22 de noviembre de 2015  | 3.21                    |
| 69                                | 8           | «Jason Alexander, Robert Kirkman y Tovah Feldshuh»                                            | 29 de noviembre de 2015  | 2.73                    |
| 70                                | 9           | «Carrie Underwood, Greg Nicotero y Benedict Samuel»                                           | 14 de febrero de 2016    | 6.44                    |
| 71                                | 10          | «Danai Gurira, Austin Nichols y Nathan Fillion con Yvette Nicole Brown»                       | 21 de febrero de 2016    | 5.69                    |
| 72                                | 11          | «Tom Payne, Kid Cudi y Lauren Cohan»                                                          | 28 de febrero de 2016    | 4.89                    |
| 73                                | 12          | «Alanna Masterson, Ross Marquand y J.B. Smoove»                                               | 6 de marzo de 2016       | 4.84                    |
| 74                                | 13          | «Paul Feig, Melissa McBride y Alicia Witt»                                                    | 13 de marzo de 2016      | 5.06                    |
| 75                                | 14          | «Christian Serratos y Josh McDermitt»                                                         | 20 de marzo de 2016      | 5.33                    |
| 76                                | 15          | «Yvette Nicole Brown, Denise Huth y Sonequa Martin-Green»                                     | 27 de marzo de 2016      | 5.00                    |
| 77                                | 16          | «Norman Reedus, Scott Gimple, Robert Kirkman y Jeffrey Dean Morgan»                           | 3 de abril de 2016       | 6.38                    |
| Fear The Walking Dead temporada 2 |             |                                                                                               |                          |                         |
| 78                                | 17          | «Cliff Curtis, Dave Erickson y Hozier»                                                        | 10 de abril de 2016      | 2.36                    |
| 79                                | 18          | «Kim Dickens, Lou Diamond Phillips y Lyndie Greenwood»                                        | 17 de abril de 2016      | 1.94                    |
| 80                                | 19          | «Chris Jericho, Lorenzo James Henrie y Michelle Ang»                                          | 24 de abril de 2016      | 1.69                    |
| 81                                | 20          | «Yvette Nicole Brown y Colman Domingo»                                                        | 1 de mayo de 2016        | 1.64                    |
| 82                                | 21          | «Alycia Debnam-Carey con Jesse McCartney y Daniel Zovatto»                                    | 8 de mayo de 2016        | 1.60                    |
| 83                                | 22          | «Mercedes Mason, Jim Gaffigan y Tamera Mowry Darvette-Housley»                                | 15 de mayo de 2016       | 1.60                    |
| 84                                | 23          | «Gale Anne Hurd, Cliff Curtis con Marlene Forte y Rubén Blades»                               | 22 de mayo de 2016       | 0.96                    |
| 85                                | 24          | «Kim Dickens, Dave Erickson y Danay García»                                                   | 21 de agosto de 2016     | 1.35                    |
| 86                                | 25          | «Kim Dickens, Colman Domingo y Ethan Embry»                                                   | 28 de agosto de 2016     | 1.22                    |
| 87                                | 26          | «Jonah Ray, Kelly Blatz y Karen Bethzabe»                                                     | 4 de septiembre de 2016  | 1.13                    |
| 88                                | 27          | «Reggie Watts, Danay García y Paul Calderón»                                                  | 11 de septiembre de 2016 | 1.06                    |
| 89                                | 28          | «Mercedes Mason, Dylan Sprayberry y David Alpert»                                             | 18 de septiembre de 2016 | 1.11                    |
| 90                                | 29          | «Drew Scott, Lorenzo James Henrie y Elizabeth Rodriguez»                                      | 25 de septiembre de 2016 | 1.14                    |
| 91                                | 30          | «Alycia Debnam-Carey y Robert Kirkman con Lorenzo James Henrie y Colman Domingo vía satélite» | 2 de octubre de 2016     | 1.28                    |

### Temporada 6 (2016-2017)
Estos episodios discuten la séptima temporada de The Walking Dead. Durante el final de la temporada pasada, Hardwick anunció que la premier sería de 90 minutos y que se llevaría a cabo en el Cementerio de Hollywood. Chandler Riggs originalmente estaba invitado en la premier, pero finalmente no pudo asistir. 
| N.º (serie)                  | N.º (temp.) | Invitados | Fecha de estreno        | Audiencia (en millones) |
| The Walking Dead temporada 7 |             | |                         |                         |
| ---------------------------- | ----------- | --- | ----------------------- | ----------------------- |
| 92                           | 1           | «Andrew Lincoln, Norman Reedus, Steven Yeun, Lauren Cohan, Danai Gurira, Michael Cudlitz, Sonequa Martin-Green, Josh McDermitt, Christian Serratos, Ross Marquand, Jeffrey Dean Morgan, Robert Kirkman y Scott M. Gimple» | 23 de octubre de 2016   | 7.57                    |
| 93                           | 2           | «Dana Gould, Chloe Bennet y Khary Payton» | 30 de octubre de 2016   | 4.29                    |
| 94                           | 3           | «Scott Aukerman y Christine Evangelista» | 6 de noviembre de 2016  | 4.06                    |
| 95                           | 4           | «Lou Diamond Phillips, Ron Funches y David Alpert» | 13 de noviembre de 2016 | 3.80                    |
| 96                           | 5           | «Kevin Smith, Xander Berkeley y Tom Payne» | 20 de noviembre de 2016 | 3.74                    |
| 97                           | 6           | «Alanna Masterson, Sarah Hyland y Cassandra Peterson» | 27 de noviembre de 2016 | 3.78                    |
| 98                           | 7           | «Chandler Riggs, Josh Homme y Gale Ann Hurd» | 4 de diciembre de 2016  | 3.77                    |
| 99                           | 8           | «Norman Reedus y Robert Kirkman con un miembro del elenco como invitado sorpresa» | 11 de diciembre de 2016 | —                       |

### Especiales
| N.º | Título                     | Invitados            | Fecha de estreno | Audiencia (en millones) |
| --- | -------------------------- | -------------------- | ---------------- | ----------------------- |
| 1   | —                          | 8 de julio de 2012   | 1.59             |                         |
| 2   | «Temporada 5 vista previa» | 6 de julio de 2014   | 2.40             |                         |
| 3   | «Temporada 6 vista previa» | 23 de agosto de 2015 | 4.18             |                         |
| 4   | «Talking Fear»             | 4 de octubre de 2015 | 2.38             |                         |